# Pero Garcia de Ambroa
Pero Garcia de Ambroa foi um trovador galego da primeira metade do século XIII, oriundo duma família da baixa nobreza de Ambroa, uma paróquia de Irixoa (na comarca de Betanzos). É dado como já falecido num documento de 1263.
É um autor responsável fundamentalmente por composições de cantigas de escárnio e maldizer (em número de onze), tendo ainda escrito uma cantiga de amor e uma cantiga de amigo. É frequentemente referenciado nas cantigas de escárnio de outros trovadores e jograis, como Pedro Amigo de Sevilha, que troça da sua piedosa intenção de querer ir até Jerusalém em peregrinação, mas mais não fez que ir até Saca dé Uen (Sacavém).